# Eaton, Quận Manitowoc, Wisconsin
Eaton là một thị trấn thuộc quận Manitowoc, tiểu bang Wisconsin, Hoa Kỳ. Năm 2010, dân số của thị trấn này là 808 người.